# Cyathea ferruginea
Cyathea ferruginea är en ormbunkeart som beskrevs av Christ. Cyathea ferruginea ingår i släktet Cyathea och familjen Cyatheaceae. Inga underarter finns listade.